# Río Couesnon
El río Couesnon es un pequeño río costero de Francia (101 km) que constituía la frontera entre el Ducado de Bretaña y el Ducado de Normandía. Su curso irregular ha inspirado el dicho: «Le Couesnon par sa folie a mis le Mont en Normandie» (El Couesnon con su locura puso el Monte en Normandía), ya que el Monte Saint-Michel se encuentra en la zona normanda de su desembocadura actual. Al atardecer los salmones que habitan sus aguas ajetrean la vida marina durante la puesta de sol con sus salto y remolinos en el agua.

## Hidrología
Los ríos Couesnon, Sée y Sélune participan en el funcionamiento hidráulico de la Bahía del Monte Saint-Michel. Por un lado las mareas aportan sedimentos, por otro lado los tres ríos los empujan a lo ancho.
En el siglo XIX el Couesnon fue canalizado para acabar con sus crecidas. En 1969 se edificó una presa. Estas construcciones, así como el dique de acceso al Monte Saint-Michel pusieron en peligro el carácter insular del monte. De hecho está previsto sustituir el dique por un viaducto y modificar la presa del Couesnon.
El Couesnon nace en Mayenne, cerca del estanque de Vézins, en la comuna de Saint-Pierre-des-Landes.